# Saudi Aramco
Saudi Aramco (abgekürzt Aramco, arabisch أرامكو السعودية, Aramco as-saʿūdiyya) ist derzeit (2022) die größte Erdölfördergesellschaft der Welt mit Unternehmenssitz im Saudi-Arabischen Dhahran.
Mit einer Marktkapitalisierung von 1,991 Billionen USD im März 2024 ist Saudi Aramco laut PricewaterhouseCoopers das viertgrößte Unternehmen. 2018 betrug der Nettogewinn laut Ratingagentur Moody’s 111,1 Milliarden US-Dollar. Nach Angaben von Fitch Ratings, betrug der Bruttogewinn des Unternehmens im Jahr 2018 224 Milliarden US-Dollar. Der immense Gewinn ist auf die niedrigen Betriebskosten zurückzuführen. So hat Saudi Aramco bei der Förderung von einem Barrel Öl (159 Liter) nur Kosten von 7,5 Dollar, während Royal Dutch Shell für die Produktion der gleichen Menge 22,9 Dollar aufwenden muss. Um die Gewinnschwelle zu erreichen, wird geschätzt, dass Saudi Aramco etwa 40 $/bbl benötigt.
Wegen ihrem weltweit zugeschrieben höchsten Anteil am CO2-Ausstoß steht Saudi Aramco unter Kritik.

## Geschichte

### California-Arabian Standard Oil (ab 1933)

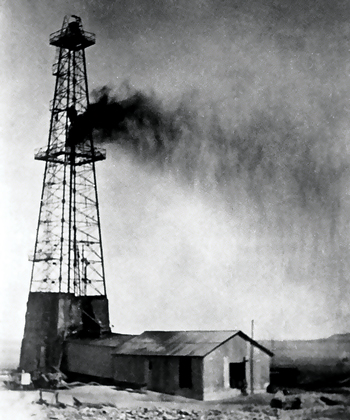
Das erste erfolgreiche Bohrloch Saudi-Arabiens, Dammam No.7

Das Erdölzeitalter in der Region begann 1932, als in Bahrain Ölbohrungen von der US-amerikanischen Firma Standard Oil of California (Socal) und deren Expeditionsleiter (und späteren Aufsichtsratsvorsitzenden von ARAMCO) Fred Davies erfolgreich waren. Die bis dahin im Mittleren Osten vorherrschenden Briten hatten keinerlei Bestrebungen, in der Gegend Erkundungen durchzuführen, da sie über ausreichend Erdöl aus ihren Quellen in Persien und Irak verfügten und ihre Geologen davon ausgingen, dass auf der arabischen Halbinsel kein Erdöl vorhanden sei. Nachdem Davies aufgrund der ähnlichen geologischen Gegebenheiten auch in Saudi-Arabien Erdöl vermutete und dessen Herrscher Ibn Saud dringend Geld benötigte, da ihm nach dem Absinken der muslimischen Pilgerzahlen um 80 Prozent infolge der Weltwirtschaftskrise die wichtigste Einnahmequelle weggebrochen war, erhielt Socal im Jahr 1933 die Konzession zur Ölsuche. Der Vertrag sah vor, dass für die Zahlung einer Einmalsumme von 250.000 Dollar, einer jährlichen Zahlung von 25.000 Dollar und einer Zahlung an das Königshaus von etwa einem Dollar pro Tonne geförderten Erdöl die Amerikaner die Förderrechte für 60 Jahre auf eine Fläche von knapp einer Million Quadratkilometer bekommen. Hierzu gründete Socal die California-Arabian Standard Oil Co. (CASOC). Nach umfangreicher Kartographierung und einer Lufterkundung quer über die ganze Halbinsel begann im Jahr 1935 in der Nähe von Dammam die erste Bohrung. Die Arbeiten stellten sich aufgrund von Sandstürmen, hohen Temperaturen und der quasi nicht vorhandenen Infrastruktur in dem extrem rückständigen Land als schwierig heraus. Da die Exploration erfolglos blieb und die Finanzreserven von Socal immer mehr abnahmen, musste eine Kooperation mit einem Partner eingegangen werden, woraufhin Texaco 1936 die Hälfte der Anteile übernahm. Nachdem aus den bislang sechs bestehenden Bohrlöchern in Dammam immer noch kein Erdöl sprudelte, war das Hauptquartier von Socal in San Francisco Anfang 1938 kurz davor, alle Aktivitäten in Saudi-Arabien einzustellen. Dass nur ein paar Wochen später am 4. März an der später berühmten Bohrstelle „Dammam No. 7“ doch noch Erdöl gefunden wurde, ist hauptsächlich der Hartnäckigkeit des Chefgeologen Max Steineke zu verdanken, welcher die Tiefenbohrung auf über 1400 Meter hinaustrieb. Diese Bohrung, welche für die nächsten 45 Jahre im Durchschnitt 3000 Barrel Öl pro Tag liefern sollte, stellt den Beginn von Saudi-Arabiens Weg zum größten Erdölproduzenten der Welt dar.

### Arabian-American Oil Company (ab 1944)
1944 wurde der Name in Arabian-American Oil Company (ARAMCO) geändert.
Ab 1948 war das Unternehmen im Besitz von vier US-amerikanischen Erdölkonzernen. Hierfür übernahmen Standard Oil of New Jersey (später Exxon) 30 % und Socony Vacuum (später Mobil Oil) 10 % der Anteile. Beide Firmen waren Nachfolger der 1911 zerschlagenen Standard Oil Company und sind seit 1999 als ExxonMobil wieder vereinigt. Die beiden ursprünglichen Gesellschafter reduzierten ihre Anteile auf jeweils 30 %.
Zwischen 1972 und 1980 wurde ARAMCO von der saudi-arabischen Regierung verstaatlicht.

### Saudi Aramco (ab 1988)
1988 wurde das Unternehmen in Saudi Aramco umbenannt. Im Jahr 2000 wurde Saudi Aramco von der Fachzeitschrift Petroleum Intelligence Weekly zum elften Mal zur größten Erdölfördergesellschaft der Welt erklärt. 2019 kaufte Saudi Aramco 70 % der Anteile an der Saudi Basic Industries Corporation, dem größten petrochemischen Produzenten des Landes. Die Transaktionssumme lag bei 69 Mrd. US-Dollar.

### Angriffe vom 14. September 2019
Im Rahmen des Bürgerkrieges im Jemen wurden am 14. September 2019 zwei Schlüsselanlagen von Saudi Aramco zum Ziel von Angriffen durch Drohnen, nämlich die Ölverarbeitung von Abqaiq und das große Ölfeld von Churais. Abqaiq gilt mit sieben Millionen Barrel verarbeitetem Rohöl pro Tag als eine der wichtigsten Erdölraffinerien der Welt. Jemenitische Huthi-Rebellen bekannten sich zu den Attacken. In der Folge brach die Ölproduktion von Aramco nach Schätzungen um die Hälfte ein. US-Außenminister Mike Pompeo teilte anschließend mit, dass es keinen Beweis dafür gebe, dass es tatsächlich Drohnen aus dem Jemen waren, die die Anlagen beschädigt hatten, und beschuldigte stattdessen den Iran, für die Angriffe verantwortlich zu sein. Als Beleg wurden Satellitenbilder veröffentlicht, die anhand von Einschlagsstellen und Schadensmustern der präzisen Treffer belegen sollen, dass die Flugkörper nicht aus Richtung des rund 800 km entfernten Jemen im Süd-Westen gekommen waren, sondern eher aus Nord-Westen.

### Aktiengesellschaft seit Dezember 2019
Nach mehrmaligen Verschiebungen wurde im November 2019 von der saudi-arabischen Kapitalmarktbehörde die offizielle Genehmigung für einen Börsengang erteilt. Die Aktien werden seit 11. Dezember 2019 an der Wertpapierbörse Tadawul in Riad gehandelt. Der Ausgabekurs einer Aktie betrug 8,53 US-Dollar, umgerechnet waren dies 32,00 Riyal. Der Börsengang brachte dem Unternehmen umgerechnet 23,1 Milliarden Euro ein. Es ist damit der größte Börsengang der Geschichte. Auf der Börse werden 1,5 % der Firmenanteile gehandelt. Die restlichen Unternehmensanteile behält der Golfstaat Saudi-Arabien. Mit einem Börsenwert von 2 Billionen Euro ist Saudi Aramco zurzeit einer der wertvollsten Konzerne der Welt und das erste Unternehmen weltweit, welches diesen Wert erreicht. Im Jahr 2022 erzielte Saudi Aramco mit 161 Milliarden Dollar einen Rekordgewinn.

## Kennzahlen

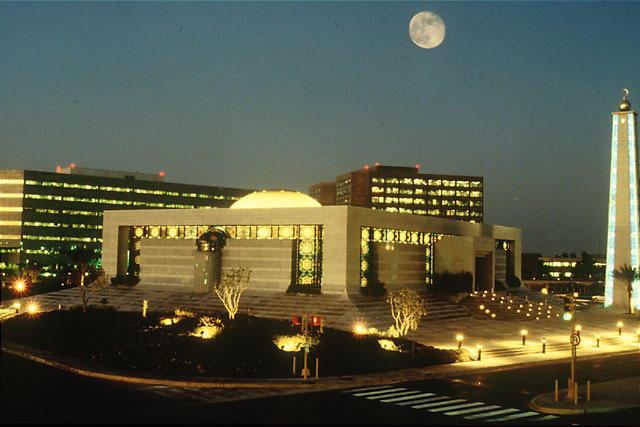
Hauptverwaltung von Saudi Aramco in Dhahran

Nach eigenen Angaben (Stand: 2016) fördert Saudi Aramco 10,2 Mio. Barrel Rohöl pro Tag und verfügt über Reserven von 261,1 Mrd. Barrel Rohöl. Saudi Aramco ist damit der größte erdölfördernde Konzern weltweit.
Saudi Aramco beschäftigt rund 70.000 Mitarbeiter weltweit.
Mit geschätzten 2 Billionen US-Dollar Unternehmenswert war Saudi Aramco laut Financial Times lange Zeit das wertvollste Unternehmen der Welt, bis dieses von Apple abgelöst wurde.
Mit dem Ghawar-Ölfeld gehört ihr das größte Ölfeld der Welt. Es wurde bereits 2006 gemäß der Peak-Oil-Theorie vermutet, dass dieses Ölfeld sein Fördermaximum erreicht und schon begonnen habe, jährlich etwa acht Prozent weniger Rohöl zu produzieren. Abdallah Dschumʿa, CEO von Aramco, zufolge (2008) seien jedoch die Befürchtungen zum globalen Fördermaximum drastisch übertrieben.

## Rabigh Refining and PetroRabigh
2008 trennte sich Aramco von einem Viertel der Anteile an der Rabigh Refining and PetroRabigh und ließ diese als Tochterunternehmen an die Börse gehen. Heute halten Aramco und die japanische Firma Sumitomo Chemicals jeweils 37,5 % der Aktien, die übrigen 25 % befinden sich in Streubesitz.

## Projekte
Langfristiges Ziel ist, kein Erdöl mehr als Rohstoff zur Herstellung von Basischemikalien an die produzierende Chemieindustrie zu verkaufen, sondern künftig selbst als Produzent von Basischemikalien aufzutreten. Notwendiges Know-how ausländischer Firmen wird durch Beteiligungen eingekauft. Prinzipiell wäre es dem Staatsunternehmen Saudi Aramco mit 365 Mrd. US$ Jahresumsatz (2012) auch möglich, diese Firmen (und Konzerne) über die Börse komplett aufzukaufen.
- Am 25. Juli 2011 gab der Mineralölkonzern Saudi Aramco bekannt, dass Dow Chemical mit 35 Prozent an dem gemeinsam gegründeten Unternehmen Sadara Chemical Company am saudi-arabischen Ölhafen al-Dschubail beteiligt ist. Im Industriekomplex Jubail 2 werden bis 2016 die weltgrößten petrochemischen Produktionsanlagen für Basischemikalien der Kunststoffchemie errichtet. Das Investitionsvolumen beträgt rund 12 Mrd. US-Dollar. Die Fertigstellung wird für 2016 erwartet.[32] Der Komplex beinhaltet die weltgrößten Chloralkali-Elektrolyseanlagen und Ammoniakherstellung nach dem Haber-Bosch-Verfahren von ThyssenKrupp Uhde (daneben 0,38 Mrd. US$ Invest der Linde plc[33]).[34] Typische Produkte sind Isocyanate (TDI und MDI) und Ethylen- sowie Propylenglycolkondensate[35] (Lage: 26° 56′ N, 49° 28′ O).[36]
- Seit Juni 2013 partizipiert Dow Chemical über seine Beteiligung an Sadara in Jubail auch an der dortigen weltgrößten Butanol-Produktionsanlage.[37] Die neu gegründete Firma SaBuCo stellt 1-Butanol und Isobutanol her.

## Kritik
Eine Untersuchung aus dem Jahr 2019 ergab, dass die von Saudi Aramco produzierten fossilen Energieträger einen Ausstoß von 56,29 Milliarden Tonnen CO2-Äquivalent seit 1965 verursachten. Die Forscher folgerten, dass das Unternehmen so für den weltweit höchsten Ausstoß mit 4,38 % aller Emissionen in diesem Zeitraum verantwortlich sei.
Mit der Absicht, seine Profite durch die Ölförderung zu schützen, finanzierte der Konzern binnen fünf Jahren fast 500 Energie-Studien, die unter anderem darauf abzielten, Zweifel an Elektroautos zu säen.

## KAUST Universität
Saudi Aramco konzipierte und errichtete nach US-amerikanischem Vorbild die 2009 gegründete König-Abdullah-Universität für Wissenschaft und Technologie (KAUST), die verschiedene Forschungszentren des Mineralölkonzerns umfasst.